# Prads-Haute-Bléone
Prads-Haute-Bléone is een gemeente in het Franse departement Alpes-de-Haute-Provence (regio Provence-Alpes-Côte d'Azur) en telt 172 inwoners (2008). Dit is een stijging van 18,6% ten opzichte van de vorige telling in 1999. De plaats maakt deel uit van het arrondissement Digne-les-Bains. Bernard Bartolini is sinds 2008 burgemeester van de gemeente.

## Geografie
De oppervlakte van Prads-Haute-Bléone bedraagt 180,0 km², de bevolkingsdichtheid is 0,8 inwoners per km².
De onderstaande kaart toont de ligging van Prads-Haute-Bléone met de belangrijkste infrastructuur en aangrenzende gemeenten.
De hoogste bergtop in de regio is de Tête de l'Estrop (2,961m)

## Demografie
Onderstaande figuur toont het verloop van het inwonertal (bron: INSEE-tellingen).
Vanwege een beveiligingsprobleem met de MediaWiki Graph-software is het momenteel niet mogelijk deze grafiek weer te geven. Zodra de software is bijgewerkt zal de grafiek vanzelf weer zichtbaar worden.

## Vliegtuigongeluk
Op 24 maart 2015 stortte Germanwings-vlucht 9525 neer in de gemeente Prads-Haute-Bléone.
1. ↑  Populations de référence 2022.